# Joan Oró i Florensa
Joan Oró i Florensa (Lleida, 26 d'octubre de 1923 - Barcelona, 2 de setembre de 2004) va ser un bioquímic català els estudis del qual han estat claus per entendre l'origen de la vida a la Terra.
L'any 2023, amb motiu del centenari del seu naixement, es va celebrar l'Any Joan Oró amb un programa que va incloure un cicle de conferències, una exposició itinerant, un documental, un projecte educatiu i diferents publicacions, entre altres iniciatives.

## Biografia
Joan Oró va néixer al barri de la Bordeta de la capital del Segrià. Fill d'una família de flequers de Lleida, des de petit es va mostrar interessat pel paper de la humanitat a l'Univers. Insatisfet amb les respostes que donaven la religió i la filosofia, va orientar els seus estudis cap a la química i la biologia.
Es llicencià en Ciències Químiques a la Universitat de Barcelona el 1947. L'any 1952 emigrà als Estats Units d'Amèrica i el 1956 es doctorà en bioquímica a l'Escola de Medicina Baylor de la ciutat de Houston, Texas. La seva tesi doctoral estudià el metabolisme de l'àcid fòrmic en els teixits animals.
L'any 1955 ingressà com a professor a la Universitat de Houston, on realitzà una descoberta clau per a la ciència. Fou el dia de Nadal del 1959, quan tancat al seu laboratori, va descobrir la síntesi de l'adenina, una de les molècules més importants per a la vida. La paradoxa del seu descobriment va ser que aquesta substància la va sintetitzar a partir de l'àcid cianhídric, un compost químic molt verinós.
El 1961 va ser un dels pioners de la teoria de la panspèrmia com a causa de l'origen de la vida al nostre planeta. Aquesta teoria sosté que la matèria orgànica que va donar lloc a la vida al nostre planeta podria haver estat facilitada pels materials procedents dels impactes dels cometes sobre la Terra primitiva.
L'any 1963 en va ser nomenat catedràtic de la Universitat de Houston des d'on va fundar i dirigir el Departament de Ciències Bioquímiques i Biofísiques.
A partir d'aleshores va col·laborar en diversos projectes d'investigació espacial de la NASA, com el programa Apollo, on va analitzar roques i altres mostres de material de la Lluna; i el programa Viking desenvolupant un instrument per a l'anàlisi molecular de l'atmosfera i la matèria de la superfície del planeta Mart. Aplicant els seus coneixements de química i bioquímica, va poder explicar els resultats d'anàlisi de mostres marcianes que s'havien interpretat prèviament com a resultat de l'acció d'éssers vius. De fet, l'any 1976 la NASA es disposava a anunciar que havia trobat vida al planeta vermell, però Oró va forçar una reanàlisi fent notar que ell mateix havia sintetitzat elements orgànics en un laboratori; evitant així un notori ridícul de l'agència estatunidenca per un fet tan rellevant.
Va participar també com a membre de la Junta Espacial de l'Acadèmia Nacional de Ciències, que assessora el govern dels EUA sobre els projectes d'exploració espacials. Aquests projectes inclouen entre d'altres, l'estació internacional en òrbita terrestre terrestre i el viatge tripulat al planeta Mart.
Va tornar a Catalunya l'any 1980 per a col·laborar en nous plans de desenvolupament energètic i l'estudi de fonts alternatives d'energia. Va ser diputat per Convergència i Unió per la circumscripció de Lleida al Parlament de Catalunya (1980-1981) i assessor científic del president de la Generalitat Jordi Pujol, però les condicions que el país li oferia distaven força de les que gaudia als Estats Units i va tornar a Houston, fins a la seva jubilació, el 1994.
El 1993, va crear la Fundació Joan Oró, amb seu a Lleida, amb la finalitat de donar a conèixer la seva vida i obra, i per impulsar la divulgació i la recerca científica.
Després de jubilar-se el 1994, Oró va tornar a Catalunya, on va impulsar la construcció del Parc Astronòmic del Montsec i de l'Observatori del Montsec. Un any abans de la seva mort, el rei Joan Carles I d'Espanya li va concedir el títol nobiliari del marquesat d'Oró. Va morir el 2 de setembre del 2004 a Barcelona.

## Recerca

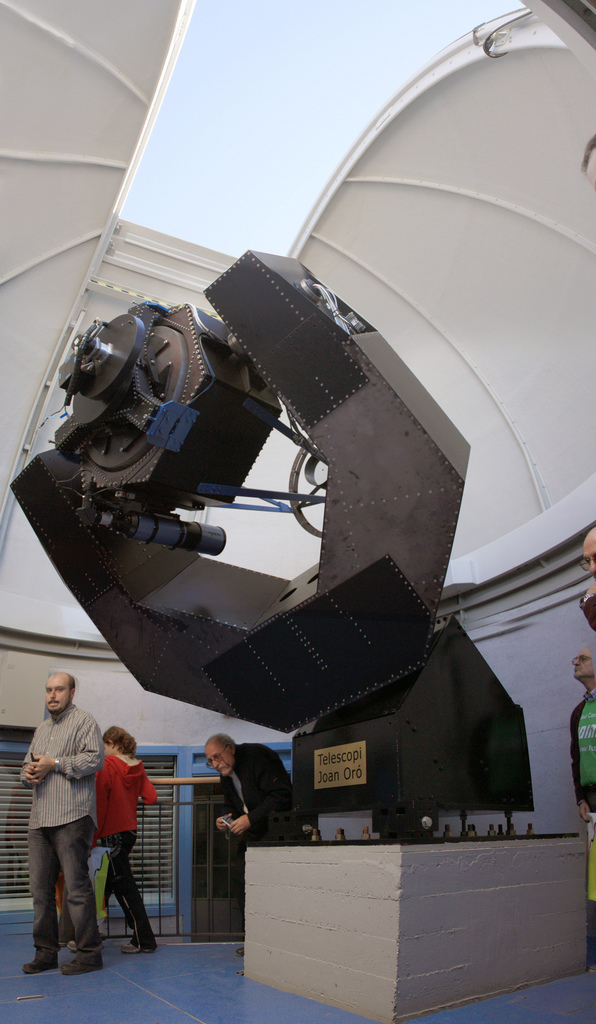
Telescopi Joan Oró a l'Observatori Astronòmic del Montsec

Una de les seves contribucions més importants fou el 1959, quan va aconseguir sintetitzar l'adenina, un component dels àcids nucleics, les molècules transmissores de l'herència biològica, a partir d'àcid cianhídric i amoníac en una solució aquosa. Aquest experiment, juntament amb el de la síntesi d'aminoàcids dut a terme el 1953 en l'experiment de Miller i Urey, van marcar el naixement d'una nova especialitat: la química prebiòtica, és a dir, la síntesi de compostos orgànics a partir dels inorgànics.
També fou el primer científic a apuntar els cometes com a portadors de molècules orgàniques a la biosfera primitiva. Aquesta conjectura, formulada el 1961, actualment és àmpliament acceptada. Els cometes són rics en carboni i aigua, de manera que porten molècules precursores basades en carboni com els aminoàcids.
Joan Oró va ser autor o coautor d'un gran nombre de publicacions científiques, entre elles, més de 30 capítols de llibres i monografies sobre l'origen de la vida o l'exploració de l'espai, i de 350 articles en revistes científiques. A més, al seu laboratori s'hi van dur a terme prop de cinquanta tesis doctorals.

## Homenatges i reconeixements
- Joan Oró va rebre sengles doctorats honoris causa per la Universitat de Granada (1972), la Universitat de Houston (1998) i la Universitat de Lleida (1999).[11]
- L'any 2004, l'Associació Catalana de Comunicació Científica va establir el Premi Joan Oró de Divulgació de la Recerca Científica per promoure, en el jovent investigador, la comunicació a la societat de la mateixa recerca.[12]
- Correus va dedicar-li un segell que es va emetre el 2 de juny de 2008.[13]
- L'asteroide 25472, descobert per Jaume Nomen des de l'Observatori de l'Ametlla de Mar, va rebre el nom de (25472) Joanoro en el seu honor.[14]
- El principal telescopi de l'Observatori del Montsec porta el seu nom.[15]
- A Lleida, un Institut d'Educació Secundària duu el seu nom.[16]
- A Martorell, un Institut d'Educació Secundària duu el seu nom.[17]
- El 9 d'octubre 2018, el Consell Plenari del Districte de Les Corts de Barcelona va aprovar la col·locació d'una placa a la façana de l'edifici on va viure Joan Oró a Barcelona.[18]
- El 14 de maig de 2023, a proposta del Consell de zona de la Bordeta, l'Ajuntament de Lleida va col·locar una placa a la façana de l'edifici actual en el lloc on va néixer Joan Oró a Lleida.[19]
- L'11 d'abril de 2022, se li va retre homenatge amb un grafit realitzat per Carlos Callizo al barri de la Bordeta a Lleida.[20]

## Activisme
Joan Oró també va ser responsable de la creació de diverses institucions i associacions o va col·laborar en la seva fundació:
- Institute of Hispanic Culture of Houston (1965)[11]
- Institut de Biologia Fonamental a la Universitat Autònoma de Barcelona (1970, actualment, Institut de Biotecnologia i de Biomedicina)[21][11]
- Institut de Biofísica i Neurobiologia Flor de Maig (1975)[11]
- Fundació Agrícola Catalana (1980)[11]
- Associació d'Amics de Gaspar de Portolà (1980)[11]
- Consell Interdepartamental de Recerca i Innovació Tecnològica (CIRIT, 1980)[11]
- Centre d'Estudis Avançats de Blanes (1985)[11]
- Programa d'Estudis Catalans Gaspar de Portolà a la Universitat de Califòrnia a Berkeley (1987)[11]
- Fundació Catalana per a la Recerca i la Innovació (1987)[11]
- Fundació Joan Oró (1993)[11]
- Observatori i Parc Astronòmic del Montsec (2009)[22]